# Vicia amurensis
Vicia amurensis là một loài thực vật có hoa trong họ Đậu. Loài này được Oett. miêu tả khoa học đầu tiên.